# Gran Premio de Honor de la Sociedad Argentina de Escritores
Der Gran Premio de Honor de la Sociedad Argentina de Escritores, kurz: Premio oder Gran Premio de Honor de SADE, ist ein seit 1944 durch die Sociedad Argentina de Escritores (SADE) vergebener argentinischer Literaturpreis. Er wird an Mitglieder der argentinischen Schriftstellervereinigung vergeben und gilt als höchste literarische Auszeichnung in diesem Land.

## Preisträger
- 1944 Jorge Luis Borges für Ficciones, dt. Fiktionen
- 1945 Ricardo Rojas
- 1946 Eduardo Mallea
- 1947 Ezequiel Martínez Estrada
- 1948 Arturo Capdevila
- 1949 Baldomero Fernández Moreno
- 1950 Victoria Ocampo
- 1951 Francisco Romero
- 1952 Alberto Gerchunoff (posthum)
- 1955 Manuel Mujica Láinez
- 1957 Roberto F. Giusti
- 1959 Norah Lange
- 1961 Conrado Nalé Roxlo
- 1963 Bernardo Canal Feijóo
- 1965 Arturo Marasso
- 1967 José Pedroni
- 1968 Carlos Mastronardi
- 1969 Ricardo Molinari
- 1970 Leónidas Barletta
- 1971 Juan Filloy
- 1972 Raúl González Tuñón
- 1973 Manuel Castilla
- 1974 Ernesto Sabato
- 1975 Adolfo Bioy Casares
- 1976 José Isaacson
- 1977 Ángel José Battistessa
- 1978 Juan Draghi Lucero
- 1979 Álvaro Yunque
- 1980 José Babini
- 1981 Ulyses Petit de Murat
- 1982 María de Villarino
- 1983 Héctor Agosti
- 1984 Luis Franco
- 1985 Dardo Cúneo
- 1986 Antonio di Benedetto
- 1987 María Granata
- 1988 Abelardo Arias
- 1989 Olga Orozco
- 1990 Gastón Gori
- 1991 Nicolás Cócaro
- 1992 Silvina Ocampo
- 1993 Jorge Calvetti
- 1994 Roberto Juarroz
- 1995 Marcos Aguinis
- 1996 Atilio Castelpoggi
- 1997 Héctor Tizón
- 1998 León Benarós
- 1999 Agustín Pérez Pardella
- 2000 María Elena Walsh
- 2001 Félix Coluccio
- 2002 Eduardo Calamaro
- 2003 José María Castiñeira de Dios
- 2004 Miguel Bonasso
- 2005 Manuel Serrano Pérez
- 2006 Rubén Vela
- 2007 Graciela Maturo
- 2008 Osvaldo Bayer
- 2009 Bernardo Koremblit
- 2010 Antonio Requeni
- 2011 Abelardo Castillo
- 2012 Ricardo Piglia[1]
- 2013 Roberto Alifano
- 2014 Vicente Battista
- 2015 nicht vergeben
- 2016 Luisa Valenzuela
- 2017 Horacio Salas
- 2018 María Rosa Lojo
- 2019 Rafael Felipe Oteriño
- 2020 Diana Bellessi
- 2021 Noé Jitrik
- 2022 Mempo Giardinelli
- 2023 Martín Kohan
- 2024 Juan Sasturain